# Metro de Málaga
El Metro de Málaga es la red de Metro ligero de la ciudad española de Málaga. Fue inaugurado el 30 de julio de 2014. Consta de dos líneas actualmente en servicio, que unen diferentes puntos de la ciudad y conectan con el resto de la red de transporte del Consorcio de Transporte Metropolitano del Área de Málaga. Transportó a más de dieciocho millones de pasajeros en 2024
Las líneas utilizan unidades de tren ligero del tipo Urbos 3 de CAF con capacidad para 202 pasajeros (145 de pie y 57 asientos). La velocidad máxima que alcanzan estas unidades es de 70 km/h, el ancho vía es de 1435 mm (ancho estándar) y electrificada a 750 Vcc, permitiendo tener toda la red conectada. Los vehículos tienen una longitud de 31 m de largo y una anchura de 2,65.
La red está gestionada por la concesionaria Metro Málaga de la que forman parte FCC-Globalvía, la Agencia Obra Pública Junta de Andalucía (AOPJA), Sando, Cajamar, Constructora Vera, Cointer y Comsa Emte, con un capital social de 136,5 millones de euros.
Pese a que el contrato inicial fue adjudicado por un costo total de 403 millones de euros, el sobrecoste de la construcción finalmente dejará la cifra en un monto de 870 millones de euros, más del doble de lo que se presupuestó.

## Historia
El Metro en Málaga dio sus primeros pasos durante la década de 1990 cuando se planteó la posibilidad de crear una red de metro ligero que permitiera mejorar el caos circulatorio del área metropolitana. Las primeras propuestas sugerían la clase de vehículos y el tipo de plataformas idóneas, considerando más conveniente realizar tramos subterráneos en las zonas céntricas de la ciudad y trazados en superficie en tramos periféricos.
El 30 de octubre de 2001, la Consejería de Obras Públicas y Transportes de la Junta de Andalucía encargó el estudio informativo de la red de metro para Málaga, tomando como base el Plan Intermodal de Transportes que había planteado inicialmente 4 líneas. En este estudio idearon las líneas del metro, los trazados y la infraestructura, así como otros aspectos como las previsiones de demanda. Además, se determinó utilizar un sistema de doble vía con ancho internacional, una distancia media de 500 metros entre paradas y un alto nivel de accesibilidad. La financiación correría a cargo del Gobierno de España, la Junta de Andalucía y el Ayuntamiento de Málaga.
En una primera fase, se determinó la construcción de las líneas 1 y 2, dejando el desarrollo del resto de las líneas para fases posteriores. La adjudicación de las obras y de la explotación de ambas líneas durante 30 años correspondió a una unión temporal de empresas liderada por FCC y de la que también formaban parte la Agencia Obra Pública Junta de Andalucía (AOPJA), Sando, Cajamar, Constructora Vera, Cointer y Comsa Emte, con un capital social de 136,5 millones de euros.
El proyecto definitivo de construcción del metro se aprobó en abril de 2005. 

### Evolución de las obras[6]
- Línea 2

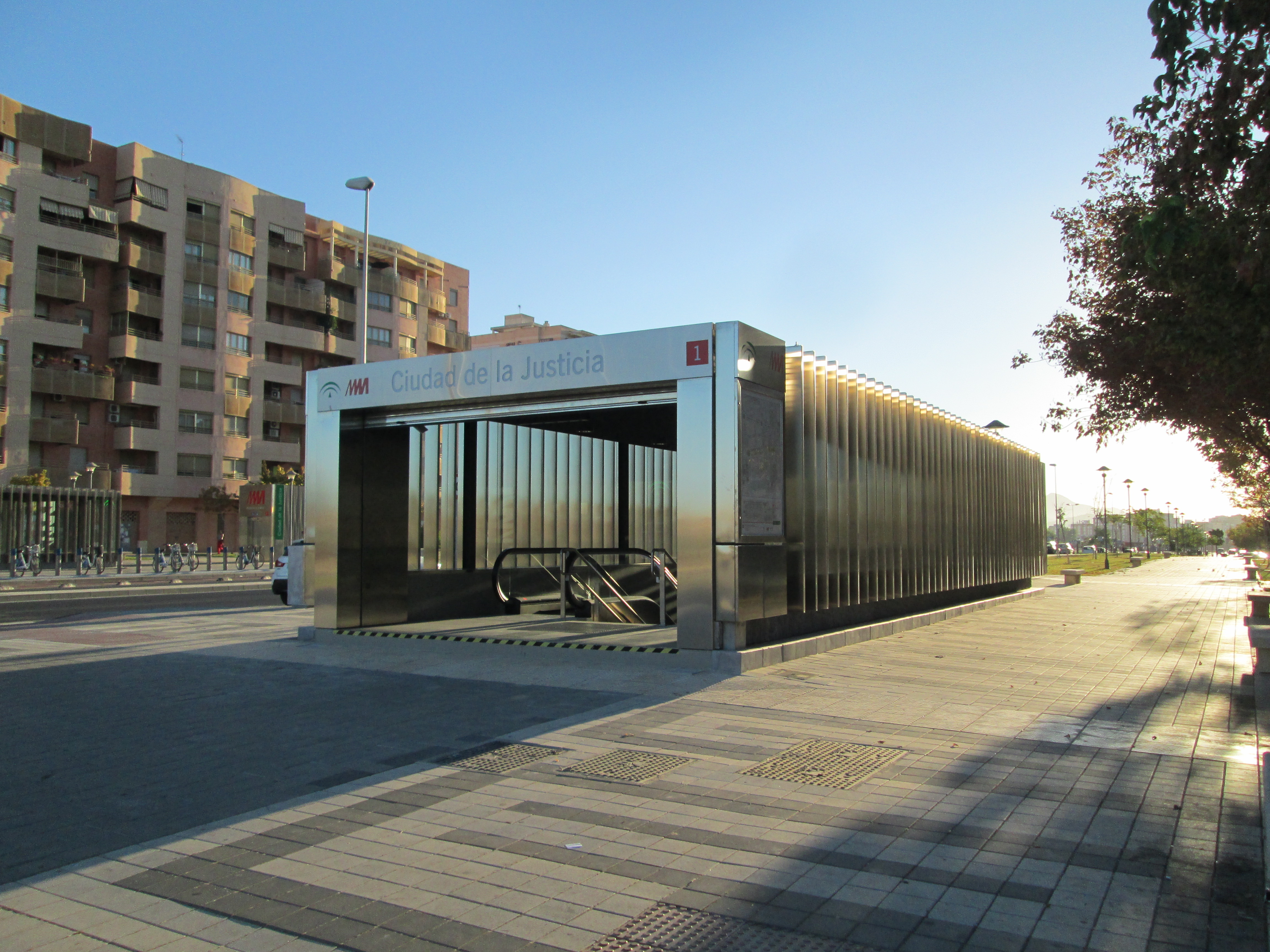
Boca de metro de la Estación Ciudad de la Justicia.

El 17 de noviembre de 2005 la Junta de Andalucía presentó el proyecto constructivo de la Línea 2. Este proyecto no incluía el tramo inicial de la línea desde el centro hasta la estación de Málaga-María Zambrano, debido a algunos aspectos que no fueron resueltos hasta julio de 2010.
Las obras de este tramo comenzarían en enero de 2006 entre las estaciones de Martín Carpena-El Perchel en el Distrito Carretera de Cádiz, afectando a la avenida de Velázquez y la calle Héroe Sostoa al utilizar la técnica constructiva de muros pantalla, fórmula elegida para prevenir posibles daños en los edificios colindantes, en detrimento del uso de tuneladoras.
La Línea 2 en su inauguración parcial de 2014 se encontraba solo en servicio hasta la Estación Perchel, con sus dos tramos finales inconclusos, los más cercanos a la zona centro de la ciudad, uno en obras y otro en proyecto.
- Línea 1

Este tramo se inició en marzo de 2008 en el tramo en superficie a través del Campus Universitario de Teatinos: Universidad-Talleres y cocheras, En febrero de 2009 comenzarían las obras del tramo El Perchel-Barbarela; en abril de 2009 la construcción del tramo Barbarela-Ciudad de la Justicia y en octubre de 2010 la construcción del tramo bajo la MA-20.

La Línea 1 en su inauguración parcial de 2014 se encontraba solo en servicio hasta la Estación Perchel, con sus dos tramos finales inconclusos, los más cercanos a la zona centro de la ciudad, uno en obras y otro en proyecto.

#### Tramo compartido en el Centro
El inicio de las obras en el tramo desde El Perchel hasta Guadalmedina se produjo en enero de 2010. La obra sufrió numerosas paralizaciones por los impagos de la Consejería de Fomento de la Junta de Andalucía a la empresa constructora encargada del proyecto en este tramo.
La Junta de Andalucía apostaba, hasta mediados de 2012, por continuar con el método constructivo de muros pantalla en el tramo Guadalmedina-La Malagueta, lo que obligaría a cortar al tráfico en uno de los ejes viarios principal de la ciudad (alameda Principal-plaza de la Marina) durante más de un año. Además, la ejecución de este tramo sería compleja por la probable localización de restos arqueológicos significativos en el subsuelo y la necesidad de que las perforaciones no afecten las raíces de los ficus centenarios de la Alameda Principal. La redacción del proyecto del tramo final bajo el centro histórico fue acordada por la Junta de Andalucía y el Ayuntamiento en verano de 2010, pero fue rechazada unilateralmente por la nueva consejera Elena Cortés Jiménez desde octubre de 2012, hecho que sembró la incertidumbre y una fuerte controversia en torno al futuro de la infraestructura. En el tramo bajo la Alameda Principal se construirán pantallas con la profundidad suficiente para facilitar la futura excavación de un segundo nivel para otro túnel ferroviario (para el metro o para prolongar la red de Cercanías Málaga).

#### Cambios en los gestores de la Consejería y suspensión de la ejecución de nuevos tramos
Desde finales de 2012, los nuevos gestores de la Consejería de Fomento de la Junta de Andalucía pertenecientes al partido político Izquierda Unida, con la nueva consejera, Elena Cortés Jiménez, al frente, decidieron de forma unilateral, no continuar con el proyecto aprobado y consensuado siete años antes, por los anteriores titulares de la Consejería y el Ayuntamiento malacitano, reformulando la propuesta para finalizar los tramos de la línea 1, 2 y la futura ampliación hacia El Palo, planificando un nuevo recorrido en superficie por la Alameda Principal, el parque de Málaga y el resto del itinerario por la ciudad.
Estos recientes cambios y nuevo diseño para los tramos finales de las líneas 1 y 2 suscitaron gran polémica y controversia, topando con la firme oposición tanto del Ayuntamiento de Málaga como de grandes sectores de la ciudadanía y del tejido asociativo de la ciudad de Málaga, recogiéndose hasta 50.000 firmas de malagueños en contra de los cambios en el proyecto propuesto por los nuevos gestores de la Consejería andaluza.
En marzo de 2013, la obra, en los tres tramos finales de las líneas 1 y 2, Guadalmedina, La Marina y La Malagueta, se encontraba paralizada en su ejecución, al existir profundas discrepancias entre los planteamientos de la Consejería de Fomento andaluza y el Ayuntamiento de Málaga. Por lo que solo estaba prevista la puesta en funcionamiento parcial de las líneas 1 y 2, durante el último trimestre de dicho año, fecha en la que tampoco se cumplieron los plazos, quedando suspendida la inauguración.

#### Nuevas variaciones en el proyecto
El 27 de septiembre de 2013, la Consejería de Fomento de la Junta de Andalucía y el Ayuntamiento de Málaga llegan a un consenso, en el que se sustituye el tramo soterrado "Guadalmedina-La Malagueta", por uno de menor impacto ambiental aunque también de menor dimensión, que incluye el paso por debajo del río Guadalmedina, denominado "Guadalmedina-Atarazanas", con una única estación en calle Torregorda, recortando así el presupuesto inicial de 108 millones de euros a solo 50 millones. Por otro lado, se retoma el proyecto de la Línea 4, como una línea completamente tranviaria, que partiría de la Estación Guadalmedina en dirección calle Hilera finalizando inicialmente en el Hospital Civil de Málaga; y además se descarta la Línea 3 de metro proyectada hacia el Distrito Este. Los responsables de la Consejería andaluza de Fomento argumentan que sea el Ministerio de Fomento el que se haga cargo de la prolongación del Cercanías de Málaga hasta La Malagueta.
En el año 2023, el Partido Popular, con mayoría en la Cámara malagueña, ha rechazado en varias ocasiones la ampliación del metro en los tramos ya mencionados.

### Inauguración parcial
La inauguración de las líneas 1 y 2 estaba prevista para febrero de 2009, posteriormente, en razón de ello, se seleccionó un nuevo calendario que proponía la apertura parcial del metro, fecha en la que tampoco se inauguraron los tramos por nuevos retrasos en las obras.
El 21 de diciembre de 2013, se celebró la primera prueba pública dinámica, en casi todo el trazado parcial y se aprueba como fecha de inauguración el verano de 2014.

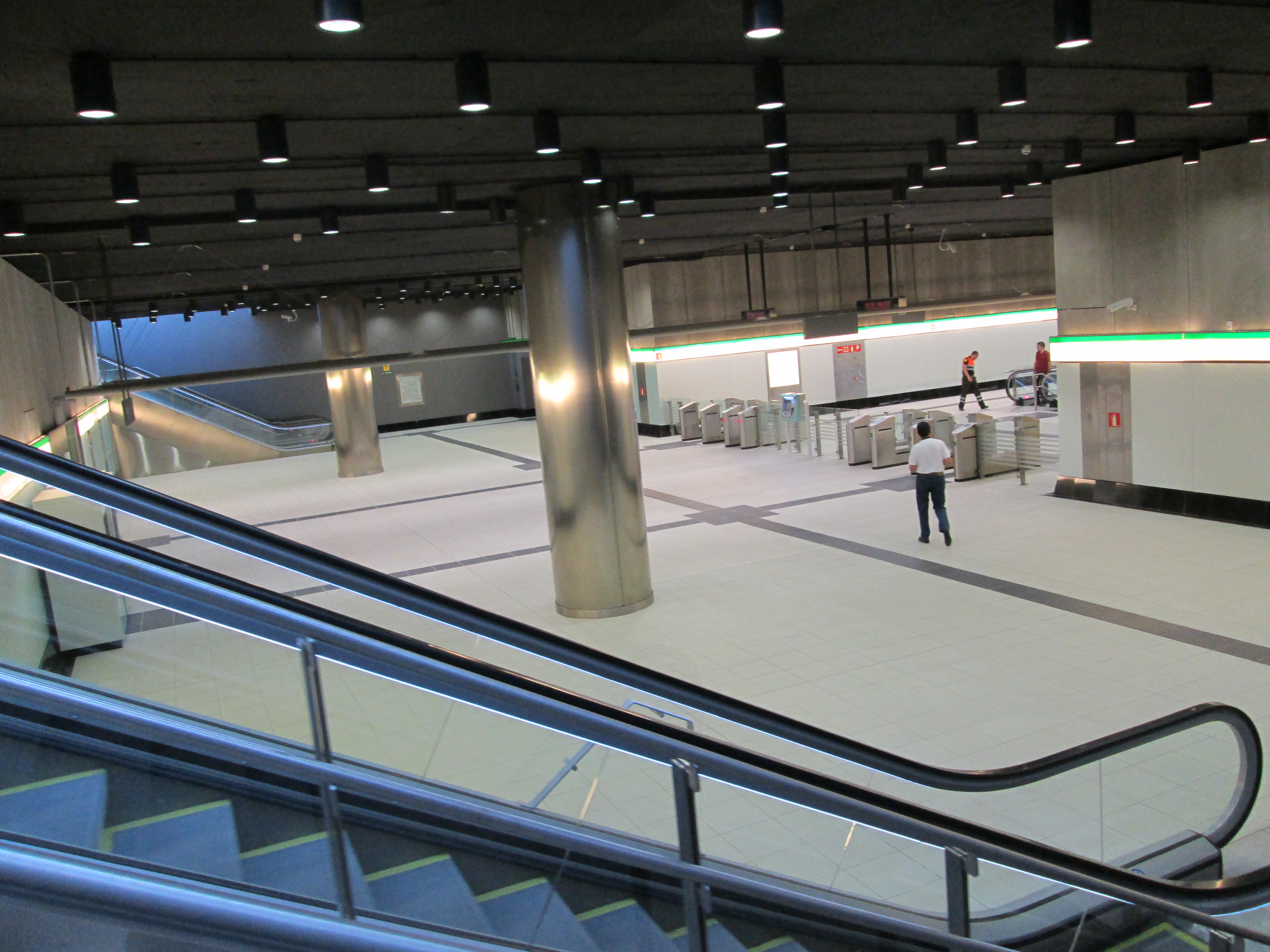
Vestíbulo de la Estación Ciudad de la Justicia desde una de las escaleras mecánicas de acceso, con los tornos de validación de billetes al fondo.

El metro finalmente se inauguró de manera oficial y efectiva el 30 de julio de 2014. Los tramos en ese momento inaugurados, aunque con un 19% pendientes por concluir, sumaban una longitud de 12 kilómetros y contaban con 17 estaciones.

### Continuación de la Línea 2 (Antigua Línea 4)
Los primeros proyectos de Metro de Málaga contemplaban la posibilidad de una obra a mayor escala consistente en la rehabilitación y aprovechamiento para la ciudad del cauce del río Guadalmedina a su paso por la capital. Esta propuesta plantea una reestructuración de los viales junto al cauce del río así como el aprovechamiento del propio cauce para construir zonas verdes, reordenar los viales y albergar los túneles de una línea de metro que uniera el centro de la ciudad (estación Guadalmedina) con la zona más norte de la misma (barriada de Ciudad Jardín). Esta se enmarcaba dentro del "Proyecto Segui". Este proyecto también se ha relacionado con el "Plan Guadalmedina". En la actualidad se han presentado varias propuestas para integrar a la ciudad nuevos espacios vinculados con el cauce del río.
Metro al Hospital Civil: Junta de Andalucía y Ayuntamiento difieren en la manera de llevar el metro hacia la zona del Hospital Civil, las propuestas pasan por un metro convencional soterrado, un tranvía o incluso trolebús. En la actualidad el proyecto está en espera de resolución, defendiendo la Junta de Andalucía un tranvía soterrado desde el centro hasta el cruce de C/ Hilera con C/ Santa Elena, donde saldría a la superficie durante todo el trayecto (C/ Eugenio Gross y C/ Blas de Lezo) hasta el Hospital Civil. El Ayuntamiento de Málaga y los vecinos se han mostrado contrarios a esta propuesta.

## Aspectos técnicos
Algunos de los aspectos técnicos de la red de Metro de Málaga son los siguientes:
- La estructura de las líneas es radial. Todas las líneas, a excepción de la proyectada semicircular, parten del centro y se distribuyen a las zonas periféricas.
- La Estación Perchel ejerce de intercambiador intermodal en superficie, ya que se encuentra junto a la Estación de Málaga-María Zambrano y la estación de autobuses metropolitanos. En ese punto confluyen las Líneas 1 y 2 del Metro, la Estación de Ferrocarriles, con acceso al servicio de Cercanías Málaga, a las líneas de largo recorrido, incluyendo AVE, y las líneas de autobuses metropolitanas y provinciales.
- La mayoría de las estaciones poseen un vestíbulo intermedio.
- El ramal técnico, que comunica la red con las cocheras, se ubica en la zona de Los Asperones, al final de la Línea 1.
- Todo el trayecto subterráneo se realiza bajo las calles, evitando el paso por debajo de edificios.
- Las líneas se construyen mediante el método de muros pantalla, salvo pequeños tramos en mina.

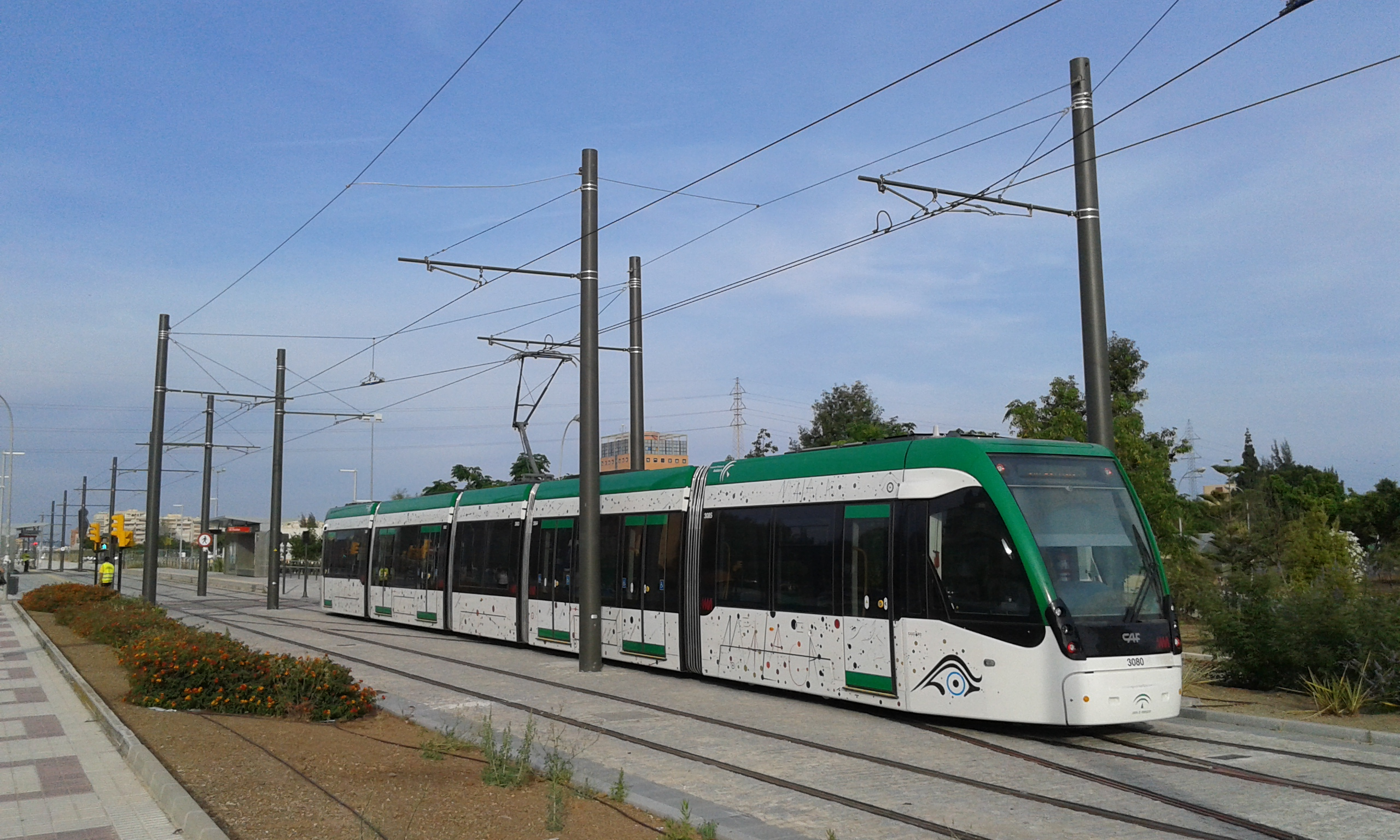
Urbos 3 saliendo de la Estación de Universidad en el tramo en superficie de la Línea 1.

## Unidades móviles
El metro de Málaga dispone de 18 unidades móviles de composición modular. Constan de dos cabezas de tracción y de tres módulos para pasajeros con una capacidad de unas 221 personas cada uno y están adaptados a las necesidades de las personas de movilidad reducida.
El concurso realizado fue ganado por el constructor ferroviario español CAF, que presentó en el momento imágenes de un diseño basado en su tranvía Urbos 2, similares a los del metro de Sevilla, aunque finalmente los que incorporará el metro de Málaga serán Urbos 3 (14 unidades), en 2023 debido a la ampliación de las líneas y la necesidad de mejorar la frecuencia se unen 4 unidades Urbos 100, una serie más moderna. Este modelo de tren ligero tiene una velocidad punta de 70 km/h y se fabrica en talleres de Linares y el País Vasco.
Las unidades del metro incorporan elementos decorativos representativos de Málaga diseñados en exclusiva por el estudio turinés Italdesign, como el ojo fenicio de las jábegas malagueñas, colores y motivos picassianos y la constelación de Tauro, que se asemeja al plano de esta red de metro.

## Líneas

Plano esquemático del Metro de Málaga

### Línea 1
La línea 1 del metro parte de la Estación de Atarazanas, en C/ Torregorda, recorriendo el centro histórico y el populoso distrito de Cruz de Humilladero.  Atraviesa la Ronda Oeste y finaliza en el campus universitario, tras el cual se emplazan los Talleres y cocheras y dando servicio a la Ciudad de la Justicia y al Hospital Clínico Universitario.
El recorrido es subterráneo desde la Estación de Atarazanas hasta Teatinos y en superficie sobre una plataforma tranviaria desde la estación de Universidad hasta el final de la línea en la zona de ampliación del campus universitario. El recorrido de esta línea se realiza en un tiempo estimado de entre 20-22 minutos.

| Atarazanas - Andalucía Tech |
| Atarazanas · Guadalmedina · El Perchel · La Unión · Barbarela · Carranque · Portada Alta · Ciudad de la Justicia · Universidad · Clínico · El Cónsul · Paraninfo · Andalucía Tech |

### Línea 2
La Línea 2, soterrada en todo su recorrido, comparte con la Línea 1 el tramo Guadalmedina-El Perchel. El trazado transcurre en paralelo a la línea de costa por la calle Héroe Sostoa y la avenida de Velázquez dando servicio al denso distrito Carretera de Cádiz. Las obras del tramo entre la Estación Palacio de los Deportes y la Estación La Isla comenzaron en 2006, entrando en funcionamiento en julio de 2014 parcialmente desde la Estación Palacio de Los Deportes hasta la Estación Perchel, a la espera de que finalizen las obras de dos tramos hasta la Estación Guadalmedina, que fue inauguarada el 27 de marzo de 2023. El recorrido de esta línea se realiza en un tiempo estimado de 11-13 minutos.

| Hospital Civil - Palacio de los Deportes |
| Hospital Civil · La Trinidad · Hilera · Guadalmedina · El Perchel · La Isla · Princesa-Huelin · El Torcal · La Luz-La Paz · Puerta Blanca · Palacio de los Deportes |

## Ampliación al Centro de la ciudad
Las obras fueron más bien una continuación y culminación del proyecto inicial que permitió dar por finalizada la red proyectada, la cual estaba planeada para 2019, pero que se debió retrasar para 2022. Con esta obra finalmente se culminó la red de Metro, al unir las dos líneas existentes con el centro histórico de Málaga, sumando las estaciones de Guadalmedina y Atarazanas. 

### Ampliación de la línea 2 al aeropuerto
Siguiendo el proceso que se ha dado en muchas otras ciudades españolas como Valencia, Madrid o Barcelona, y europeas como Burdeos, se tiene como objetivo a mediano plazo, conectar el aeropuerto internacional Málaga-Costa del Sol con el metro, mediante la prolongación de la línea 2. Además, dado el carácter metropolitano y con objeto de servir a la mayor población posible, esta ampliación permitiría continuar esa línea hasta la siguiente parada en Alhaurín de la Torre, con una población cercana a los 40 000 habitantes y a la futura ciudad aeroportuaria proyectada en dicha localidad del área metropolitana.

### Futuras líneas
Se estudia un proyecto para crear una futura Línea 3, aunque no se ha confirmado su ejecución de manera formal, ya que también se ha planteado su sustitución por una ampliación de la red de trenes de Cercanías. Esta línea partiría de La Malagueta dando servicio al distrito Este de la ciudad. El proyecto inicial contemplaba el soterramiento de la línea en su totalidad, aunque también se planteó la posibilidad de hacerla en superficie.
El Ministerio de Fomento planteó en 2004 la posibilidad de llevar Cercanías hasta la Malagueta y de ahí un trazado subterráneo compatible con Metro y Cercanías hasta El Palo. Este proyecto fue descartado años más tarde. En la actualidad no existe proyecto alguno de ampliación, ni de la línea de Cercanías ni de Metro de Málaga hacia la zona este de la ciudad. Esta ampliación del metro también se ha planteado junto con el Tren Litoral.

## Horario
El servicio de Metro cumple unos horarios habituales, que pueden ser modificados durante eventos especiales, tales como Semana Santa, la Feria de Málaga u otros eventos de gran demanda:
| Horario habitual                                                    | Horario habitual | Horario habitual |
| Días de la semana                                                   | Apertura         | Cierre           |
| ------------------------------------------------------------------- | ---------------- | ---------------- |
| De lunes a jueves                                                   | 6:30 h           | 23:00 h          |
| Viernes y vísperas de festivos                                      | 6:30 h           | 1:30 h           |
| Sábados                                                             | 7:30 h           | 1:30 h           |
| Domingos y festivos                                                 | 7:30 h           | 23:00 h          |
| Horario de salida del último tren desde las estaciones de cabecera. |                  |                  |

### Intervalos de paso

Título de transporte de Metro de Málaga.

- De lunes a jueves entre las 06.30 y las 07.45 horas los trenes pasan cada 10 minutos.
- De lunes a jueves entre las 07.45 y las 09.45 horas los trenes pasan cada 6 minutos.
- De lunes a jueves entre las 09.45 y las 13.00 horas los trenes pasan cada 7 minutos y medio.
- De lunes a jueves entre las 13.00 y las 15.00 horas los trenes pasan cada 6 minutos.
- De lunes a jueves entre las 15.00 y las 20.30 horas los trenes pasan cada 7 minutos y medio.
- De lunes a jueves entre las 20.30 y las 23.00 horas los trenes pasan cada 10 minutos.
- Los viernes y vísperas de festivo entre las 06.30 y las 07.45 horas los trenes pasan cada 10 minutos.
- Los viernes y vísperas de festivo entre las 07.45 y las 09.45 horas los trenes pasan cada 6 minutos.
- Los viernes y vísperas de festivo entre las 09.45 y las 13.00 horas los trenes pasan cada 7 minutos y medio.
- Los viernes y vísperas de festivo entre las 13.00 y las 15.00 horas los trenes pasan cada 6 minutos.
- Los viernes y vísperas de festivo entre las 15.00 y las 20.30 horas los trenes pasan cada 7 minutos y medio.
- Los viernes y vísperas de festivo entre las 20.30 y las 22.00 horas los trenes pasan cada 10 minutos.
- Los viernes y vísperas de festivo entre las 22.00 y las 23.00 horas los trenes pasan cada 12 minutos.
- Los viernes y vísperas de festivo entre las 23.00 y las 01.30 horas los trenes pasan cada 15 minutos.
- Los sábados entre las 07.00 y las 22.00 horas los trenes pasan cada 10 minutos.
- Los sábados entre las 22.00 y las 23.00 horas los trenes pasan cada 12 minutos.
- Los sábados entre las 23.00 y las 01.30 horas los trenes pasan cada 15 minutos.
- Los domingos y festivos entre las 07.00 y las 23.00 horas los trenes pasan cada 10 minutos.

## Billetes y tarifas
| Tarifas del Metro de Málaga                                                 | Tarifas del Metro de Málaga          | Tarifas del Metro de Málaga          | Tarifas del Metro de Málaga |
| Modalidad                                                                   | Precio habitual                      | Precio bonificado                    | Detalles |
| --------------------------------------------------------------------------- | ------------------------------------ | ------------------------------------ | --- |
| Billete ocasional                                                           | 1,40 €                               | 1,40 €                               | Permite la carga de hasta 9 viajes. |
| Tarjeta monedero Metro Málaga                                               | 0,82 €                               | 0,33 €                               | Disponible en dos formatos: - Soporte cartón: recarga mínima de 5€, saldo máximo aceptado 25€. Coste de 0,30€. - Soporte PVC: recarga mínima de 5€, recarga máxima de 50€ y saldo máximo aceptado 55€. Coste de 1,80€. |
| Tarjeta monedero Consorcio de Transportes de Málaga                         | 0,82 €                               | 0,33 €                               | Título emitido por el Consorcio de Transportes de Málaga. Es un título monedero recargable y que permite la multivalidación. Se vende en la red de quioscos y estancos del Consorcio de Transportes y se puede recargar en las máquinas expendedoras del metro de Málaga. Es una tarjeta multimodal que permite su uso combinado en todos los sistemas de transporte público. Al hacer transbordo desde un autobús urbano o interurbano, el precio sin bonificar es de 0,65€. |
| Tarjeta monedero para familias numerosas Consorcio de Transportes de Málaga | 0,66€ (generales) 0,46€ (especiales) | 0,26€ (generales) 0,17€ (especiales) | Título emitido por el Consorcio de Transportes de Málaga tras cumplir una serie de requisitos. Es un título monedero recargable, no multivalidable, ya que es de carácter personal e intransferible. |
| Tarjeta joven Consorcio de Transportes de Málaga                            | 0,66€                                | 0,26€                                | Título emitido por el Consorcio de Transportes de Málaga tras cumplir una serie de requisitos. Es un título monedero recargable, no multivalidable, ya que es de carácter personal e intransferible. |
| Bonificaciones adicionales                                                  | Precio por viaje                     | Precio por viaje                     | Precio por viaje |
| Tarjeta de familia numerosa general + tarjeta joven                         | 0,21€                                | 0,21€                                | 0,21€ |
| Tarjeta de familia numerosa especial + tarjeta joven                        | 0,13€                                | 0,13€                                | 0,13€ |